# Tyringe
Tyringe is een plaats in de gemeente Hässleholm in Skåne de zuidelijkste provincie van Zweden. De plaats heeft een inwoneraantal van 4573 (2005) en een oppervlakte van 297 hectare.
In Tyringe ligt de in 1925 gebouwde kerk Tyringe kyrka met trapgevels. Deze kerk is gebaseerd op de kerk Gumlösa kyrka die is gebouwd in 1191.
Sinds 1923 zijn verschillende metaalbewerkings bedrijven gevestigd in Tyringe.

## Verkeer en vervoer
Bij de plaats loopt de Riksväg 21.
Ook heeft de plaats een station op de spoorlijn Kristianstad - Helsingborg.